# Apajaluoto (ö i Mellersta Finland)
Apajaluoto är en liten ö i Finland. Den ligger i sjön Eväjärvi och i kommunen Jämsä i den ekonomiska regionen  Jämsä  och landskapet Mellersta Finland, i den södra delen av landet, 180 km norr om huvudstaden Helsingfors. Öns area är omkring 170 kvadratmeter och dess största längd är 30 meter i nord-sydlig riktning.